# 张怀泗
张怀泗（？—），男，中华人民共和国军事人物，中国人民解放军少将，曾任浙江省军区司令员，南京军区联勤部部长。